# 쾌걸 조로리
쾌걸 조로리(일본어: かいけつゾロリ)는 포프라 사에서 출판된 일본 하라 유타카의 인기 아동용 동화를 원작으로 한 애니메이션이다. 일본에서는 TV 아사히, 대한민국에서는 투니버스에서 방영되었다.

## 개요
의인화된 동물들이 사는 또 다른 세계(작중에서는 일본이라는 언급도 있다)를 무대로, 여우인 주인공 조로리와 그의 부하인 두 멧돼지,이시시와 노시시가 장난 수행을 하기 위해 여행을 떠난다는 이야기이다.
1987년 동화책 원작인 '드래곤 퇴치 대작전(かいけつゾロリのドラゴンたいじ)'이 발표되면서 연2회로 간행 됨으로써 (2022년 기준) 72권까지 출판되어 있다.
조로리는 원래 '시금치맨' 시리즈의 악역이었으나, 하라 유타카가 시금치맨의 작가의 허가를 받아, 시금치맨의 스핀오브 시리즈로 조로리 단독 시리즈를 발간하게 되었다. 시금치맨의 결말부분에서 조로리가 성을 떠나 여행을 떠나는 것과,조로리 첫 시리즈인 '드래곤 퇴치 대작전'과 두 작품이 이어지는 것으로 볼 수 있다.
2006년에는 개구리 중사 케로로 극장판과 함께 동시에 극장판이 상영되기도 하였다.
또한 여우는 스페인어로 "zorro"로,'쾌걸 조로리'라는 제목은 '쾌걸 조로(The Mark of Zorro)'에서 따왔다고 작가가 밝힌바가 있다.

## 등장인물
조로리(Zorori)
성우:카미야 아키라(1993년판), 야마데라 코이치(애니메이션판), 김정은(투니버스), 김혜성(대원방송)
작품의 주인공으로, 장난의 왕자가 되기 위해 이곳저곳을 떠다니며 수행하는 여우. 스스로를 장난의 천재라고 하나 사실 정이 많고 정의감이 투철해 옳지 않은일을 보거나 곤경에 처있는 사람을 보면 지나치지 못한다. 도중에 무언가를 하려고 할 때 실패하는 일도 많지만, 잊고 딛고 일어나는 것도 빨라 무언가에 얽매이지 않는 성격이기도 하다.
이시시(Ishishi)
성우:아이카와 리카코, 류점희(투니버스), 이은조(대원방송)
산적이었던 멧돼지 형제중 형으로 용감하며 터프한 성격. 달고 부드러운 메론빵을 좋아한다. 방귀로 여러가지로 도움을 주는 경우가 많다.
노시시(Noshishi)
성우:쿠마이 모토코, 한신정(투니버스), 김채린(대원방송)
이시시의 동생으로, 부드럽고 겁많은 성격. 형과는 반대로 왼쪽 콧구멍이 크고 오른쪽 볼에 점이 있는게 특징.
†조로리느
성우:타마가와 사키코
조로리의 상냥한 엄마로, (병으로 돌아가셨기 때문에) 천국에서 조로리를 항상 지켜보고 있다.
요괴학교 선생(Monster School Teacher)
성우:타키구치 쥰페이
요괴들을 육성하는 요괴학교의 선생, 조로리에게 자신의 학생들이 사람들에게 겁줄 수 있도록 도움을 요청한다.

## 테마곡

### 오프닝
- 핫슬(ハッスル)노래-야마데라 코이치(투니버스판:김정은

### 엔딩
- 하늘은 푸름(空は青)노래-사토 씨와 스즈키 (Little by little) (1화~13화)
- 마무리 노래(おわりのうた)노래-유키 6 & 노비타 로버트 (14화~31화)
- 심홍색(あかねいろ)노래-사토 씨와 스즈키 (32화~46화)
- 도화지(画用紙)노래-안즈 사유리 (47화~52화)

## 한국판 미방영
18권 미발매

## 서적
| 권차 | 부제                                                                  | 출시일 ( 일본) | 출시일 ( 대한민국) |
| ---- | --------------------------------------------------------------------- | -------------- | ------------------ |
| 1권  | 드래곤 퇴치 대작전 (かいけつゾロリのドラゴンたいじ)                   | 1987년 11월    | 2010년 3월 19일    |
| 2권  | 공포의 저택 (かいけつゾロリのきょうふのやかた)                        | 1988년 5월     | 2010년 3월 19일    |
| 3권  | 마법사의 제자 (かいけつゾロリのまほうつかいのでし)                    | 1988년 11월    | 2010년 3월 19일    |
| 4권  | 해적왕 (かいけつゾロリの大かいぞく)                                   | 1989년 5월     | 2010년 4월 23일    |
| 5권  | 유령선 (かいけつゾロリのゆうれいせん)                                 | 1989년 10월    | 2010년 4월 26일    |
| 6권  | 초콜릿성 (かいけつゾロリのチョコレートじょう)                         | 1990년 2월     | 2010년 6월 1일     |
| 7권  | 거대한 공룡 (かいけつゾロリの大きょうりゅう)                          | 1990년 8월     | 2010년 6월 29일    |
| 8권  | 공포의 놀이동산 (かいけつゾロリのきょうふのゆうえんち)                | 1991년 2월     | 2010년 7월 28일    |
| 9권  | 엄마 사랑해요! (かいけつゾロリのママだーいすき)                       | 1991년 8월     | 2010년 8월 30일    |
| 10권 | 몬스터 대소동 (かいけつゾロリの大かいじゅう)                          | 1992년 1월     | 2010년 10월 7일    |
| 11권 | 수수께끼의 외계인 (かいけつゾロリのなぞのうちゅうじん)                | 1992년 7월     | 2011년 1월 28일    |
| 12권 | 공포의 선물 (かいけつゾロリのきょうふのプレゼント)                    | 1992년 12월    | 2011년 1월 28일    |
| 13권 | 수수께끼 대작전 (かいけつゾロリのなぞなぞ大さくせん)                  | 1993년 6월     | 미발매             |
| 14권 | 공포의 축구 (かいけつゾロリのきょうふのサッカー)                      | 1993년 12월    | 2011년 3월 25일    |
| 15권 | 체포되다!! (かいけつゾロリつかまる!!)                                 | 1994년 7월     | 2011년 4월 20일    |
| 16권 | 수수께끼의 비행기 (かいけつゾロリとなぞのひこうき)                    | 1994년 11월    | 2011년 4월 28일    |
| 17권 | 귀신 대작전 (かいけつゾロリのおばけ大さくせん)                        | 1995년 6월     | 2011년 9월 1일     |
| 18권 | 닌자 대변신 (かいけつゾロリのにんじゃ大さくせん)                      | 1995년 12월    | 2011년 9월 6일     |
| 19권 | 결혼 소동 (かいけつゾロリけっこんする!?)                              | 1996년 7월     | 2012년 2월 15일    |
| 20권 | 마법의 성 대결투 (かいけつゾロリ 大けっとう!ゾロリじょう)             | 1996년 12월    | 2012년 2월 15일    |
| 21권 | 공포의 경주 (かいけつゾロリのきょうふのカーレース)                    | 1997년 7월     | 2012년 4월 27일    |
| 22권 | 공포의 점프 (かいけつゾロリのきょうふの大ジャンプ)                    | 1997년 12월    | 2012년 4월 27일    |
| 23권 | 부자 되기 (かいけつゾロリの大金もち)                                  | 1998년 7월     | 2012년 6월 26일    |
| 24권 | 위험한 게임 (かいけつゾロリのテレビゲームききいっぱつ)                | 1998년 12월    | 2012년 6월 26일    |
| 25권 | 공포의 보물 찾기 (かいけつゾロリのきょうふの宝さがし)                 | 1999년 7월     | 2012년 8월 3일     |
| 26권 | 지구 최후의 날 (かいけつゾロリ ちきゅうさいごの日)                    | 1999년 12월    | 2012년 8월 3일     |
| 27권 | 명탐정 등장 (かいけつゾロリのめいたんていとうじょう)                  | 2000년 7월     | 2012년 10월 19일   |
| 28권 | 위기일발 (かいけつゾロリぜったいぜつめい)                             | 2000년 12월    | 2012년 10월 19일   |
| 29권 | 공포의 카니발 (かいけつゾロリのきょうふのカーニバル)                  | 2001년 7월     | 2013년 1월 31일    |
| 30권 | 라면 대결 (かいけつゾロリ あついぜ!ラーメンたいけつ)                  | 2001년 12월    | 2013년 1월 31일    |
| 31권 | 천국과 지옥 (かいけつゾロリのてんごくとじごく)                        | 2002년 7월     | 2013년 4월 12일    |
| 32권 | 지옥 여행 (かいけつゾロリのじごくりょこう)                            | 2002년 12월    | 2013년 4월 12일    |
| 33권 | 요괴 리그 (かいけつゾロリのようかい大リーグ)                          | 2003년 7월     | 2013년 6월 19일    |
| 34권 | 수수께끼의 마법 소녀 (かいけつゾロリとなぞのまほう少女)               | 2003년 11월    | 2013년 6월 19일    |
| 35권 | 마법의 방 (かいけつゾロリとまほうのへや)                              | 2004년 7월     | 2013년 8월 30일    |
| 36권 | 잡아먹히다! (かいけつゾロリたべられる!!)                              | 2004년 12월    | 2013년 8월 30일    |
| 37권 | 대도둑 (かいけつゾロリの大どろぼう)                                   | 2005년 7월     | 2013년 11월 30일   |
| 38권 | 보물 대작전 (전편) (かいけつゾロリのなぞのおたから大さくせん 前編)    | 2005년 12월    | 2013년 11월 30일   |
| 39권 | 보물 대작전 (후편) (かいけつゾロリのなぞのおたから大さくせん 後編)    | 2006년 3월     | 2014년 2월 10일    |
| 40권 | 공룡 알을 지켜라! (かいけつゾロリ まもるぜ!きょうりゅうのたまご)      | 2006년 12월    | 2014년 2월 10일    |
| 41권 | 많이 먹기 대회 (かいけつゾロリ たべるぜ!大ぐいせんしゅけん)           | 2007년 7월     | 2014년 4월 4일     |
| 42권 | 다이어트 대작전 (かいけつゾロリ やせるぜ!ダイエット大さくせん)        | 2007년 12월    | 2014년 4월 4일     |
| 43권 | 카레 공장 초능력 대결 (かいけつゾロリ カレーVS.ちょうのうりょく)      | 2008년 7월     | 2014년 6월 27일    |
| 44권 | 이시시 노시시의 대위기 (かいけつゾロリ イシシ・ノシシ大ピンチ!!)      | 2008년 12월    | 2014년 6월 27일    |
| 45권 | 공포의 초특급 열차 (かいけつゾロリ きょうふのちょうとっきゅう)        | 2009년 7월     | 2014년 8월 25일    |
| 46권 | 공포의 요괴 소풍 (かいけつゾロリ きょうふのようかいえんそく)          | 2009년 12월    | 2014년 8월 25일    |
| 47권 | 대대대대모험! (전편) (かいけつゾロリのだ・だ・だ・だいぼうけん! 前編) | 2010년 7월     | 2018년 10월 30일   |
| 48권 | 대대대대모험! (후편) (かいけつゾロリのだ・だ・だ・だいぼうけん! 後編) | 2010년 12월    | 2019년 5월 16일    |
| 49권 | 엉망진창 TV방송국 (かいけつゾロリのはちゃめちゃテレビ局)              | 2011년 7월     | 미발매             |
| 50권 | 신부와 조로리 성 (かいけつゾロリ はなよめとゾロリじょう)              | 2011년 12월    | 2020년 8월 26일    |
| 51권 | 로봇 대결 대작전 (かいけつゾロリのメカメカ大さくせん)                 | 2012년 7월     | 2021년 4월 7일     |
| 52권 | 수수께끼의 스파이 (전편) (かいけつゾロリ なぞのスパイとチョコレート)  | 2012년 12월    | 미발매             |
| 53권 | 수수께끼의 스파이 (후편) (かいけつゾロリ なぞのスパイと100本のバラ)   | 2013년 7월     | 미발매             |
| 54권 | 마법의 램프 (전편) (かいけつゾロリのまほうのランプ～ッ)               | 2013년 12월    | 미발매             |
| 55권 | 마법의 램프 (후편) (かいけつゾロリの大まじんをさがせ!!)               | 2014년 7월     | 미발매             |
| 56권 | 퀴즈왕 (かいけつゾロリのクイズ王)                                     | 2014년 12월    | 미발매             |
| 57권 | 요괴 대운동회 (かいけつゾロリのようかい大うんどうかい)                | 2015년 7월     | 2023년 1월 25일    |
| 58권 | 사라졌다!? (きえた!?かいけつゾロリ)                                   | 2015년 12월    | 미발매             |
| 59권 | 맛있는 금메달 (かいけつゾロリのおいしい金メダル)                      | 2016년 7월     | 미발매             |
| 60권 | 왕자 대작전 (かいけつゾロリの王子さまになるほうほう)                  | 2016년 12월    | 미발매             |
| 61권 | 해저탐험 (かいけつゾロリのかいていたんけん)                           | 2017년 7월     | 미발매             |
| 62권 | 지저탐험 (かいけつゾロリのちていたんけん)                             | 2017년 12월    | 미발매             |
| 63권 | 드래곤 퇴치 대작전 2 (かいけつゾロリのドラゴンたいじ2)                | 2018년 7월     | 미발매             |
| 64권 | 우주 대작전 (전편) (かいけつゾロリ ロボット大さくせん)                | 2018년 12월    | 미발매             |
| 65권 | 우주 대작전 (후편) (かいけつゾロリ うちゅう大さくせん)                | 2019년 7월     | 미발매             |
| 66권 | 스타 탄생 (かいけつゾロリ スターたんじょう)                           | 2019년 12월    | 미발매             |
| 67권 | 레드 다이아몬드를 찾아라!! (かいけつゾロリのレッドダイヤをさがせ!!)   | 2020년 6월     | 미발매             |